# Oswaldo García Nardi
Oswaldo García Nardi (Rosario, 26 de març de 1927 - ?) fou un futbolista argentí de la dècada de 1950.
Jugava a terreny de joc com a mig volant, interior o davanter centre. Al seu país natal defensà els colors dels clubs Tiro Federal i Newell's Old Boys. L'any 1950 viatjà a Galícia per fitxar pel Deportivo de La Coruña, on jugà durant quatre temporades a primera divisió, disputant 97 partits i marcant 36 gols. Formà part d'una recordada davantera que fou coneguda com l'Orquestra Canaro, que formà amb Rafael Franco, Tino, Corcuera i Dagoberto Moll. L'any 1954 fitxà pel RCD Espanyol, on hi romangué tres temporades. Participà en 43 partits de lliga en els quals marcà 5 gols i en 11 de copa. La temporada 1957-58 jugà al Granada CF, i la següent retornà al Deportivo on acabà la seva carrera.